# 神足裕司
神足 裕司（こうたり ゆうじ、1957年〈昭和32年〉8月10日 - ）は、日本のコラムニスト、コメンテイター。愛称は「コータリ（コータリン）」。所属事務所は有限会社神足組。

## 経歴・人物
広島県広島市西区出身。修道中学校・高等学校在学中は水球部に所属しインターハイ、国体に出場。吉川晃司は水球部の後輩。「神足」は養父の姓で、旧姓は「中村」である。
慶應義塾大学在学中からフリーライターとして活躍。雑誌の企画で「コピーライターにおけるマル金とマルビ」を執筆し反響を得た。また、下森真澄らとミニコミ『猫の森』を編集。その他、在学中に「ノーパン喫茶研究会」も運営していた。慶應義塾大学法学部政治学科卒業。
1984年、同郷のイラストレーター・渡辺和博と共に『金魂巻（キンコンカン）』を上梓。コピーライターなど1980年代の横文字職業の人々のライフスタイルを観察した内容で、同書で使われた「マル金・マルビ」は流行語となり、同年の第1回流行語大賞を受賞した。 西原理恵子と共著のグルメ書『恨ミシュラン』は、『週刊朝日』連載後、単行本化（1993年-）・文庫本化され、こちらもベストセラーとなった。一方で放送コメンテーターとしても活躍し、TV、ラジオなどメディアへの出演機会も多い。また、デザイン事務所・禅の宴会芸をきっかけに神足の風貌・所作に興味を惹かれた塚本晋也監督の勧めで、2002年には『六月の蛇』で主役を演じ、ヴェネツィア国際映画祭で審査員特別大賞を受賞した。他、TVCMへの出演歴もあり。
禿頭で黒縁のメガネと蝶ネクタイがトレードマーク。妻との間に1男1女あり。年末恒例の流行語大賞の審査委員も務めた。

### 闘病生活
2011年9月3日、広島での番組収録後に帰京する際、搭乗した航空機内で体の異常を訴えた。東京国際空港への到着後には都内の病院へと緊急搬送されたが、病院の診断では「くも膜下出血」とされ緊急入院となった。11月よりリハビリ専門病院に転院しリハビリを開始、1年後の2012年9月1日に退院したが、半身麻痺および高次脳機能障害の後遺症が残る。退院後家族は自宅介護の道を選ぶ。
2012年10月3日から毎週水曜日の『Wanted!!』（TBSラジオ）では、「コータリさんからの手紙」というコーナーが設けられ、神足が書いた手紙がパーソナリティのえのきどいちろうによって朗読されている。
2013年12月、発病後初の著作「一度、死んでみましたが」を上梓した。

## エピソード
- 愛称の「コータリ（コータリン）」は『恨ミシュラン』を連載していた頃につけられたもの。北海道へ取材時の飛行機チケットの購入の際、担当者が名前記入欄に「コータリン」と書いたのがルーツである。これを後に漫画家の西原理恵子が面白がって各所で書きまくり広まったとされる[10]。
- 愛煙家。2009年6月時点で、一日にハイライトを100本吸うとラジオ番組で告白。その後も仮に増税になり販売価格が1箱1000円を超えても「私は吸います!」と公言した。
- 料理が得意である。TBSラジオ『小島慶子 キラ☆キラ』出演の際には、パーソナリティの小島慶子に豪華弁当を作っていくことがあった。またスーパーで買ったクリを下ごしらえし、2日間かけてマロングラッセを手作りしたりもする。
- 2011年6月28日、TBSラジオ『小島慶子 キラ☆キラ』の生放送中に立ち寄った秋野暢子が1986年のTVドラマ『男女7人夏物語』の主人公カップル（明石家さんま、大竹しのぶ）は、神足裕司夫妻をモデルにしたものだと発言。その場で裕司自身も当時夫人が取材された事実を認めた。

## 著書
- 広告・CM雑学読本 知らないよりは知っている方が面白い（1984年、日本実業出版社）
- クルマで幸福になる本 独断と偏見の自動車論（1991年、PHP研究所）「いきなりクルマ上手」に改題の上、1995年に文春文庫
- 長靴を履いたギャル（1995年4月、角川書店）
- 電撃編集作戦（1996年4月、アスペクト）
- パパになった男 娘の誕生がぼくを変えた!（1997年5月、主婦の友社）
- 神足裕司のこれは事件だ（1999年12月、ゼスト）のち扶桑社文庫
- 輝く中年の星になれ!（1999年3月、講談社）
- わたしたちのデジタル業界 就職・転職13のサクセス（2000年4月、アスキー）
- 空気の読み方「できるヤツ」と言わせる「取材力」講座（2008年、小学館101新書）
- 一度、死んでみましたが（2013年12月、集英社）
- コータリンは要介護5 車椅子の上から見た631日（2018年3月、朝日新聞出版）

## 共著
- いちどは行きたい恨ミシュラン 史上最強のグルメガイド（西原理恵子共著、朝日新聞社、1993年）「恨ミシュラン」文庫
- それでも行きたい恨ミシュラン 史上最強のグルメガイド2（同上、1994年）
- やっぱり行きたい恨ミシュラン 史上最強のグルメガイド3（同上、1995年）
- 父と息子の大闘病日記（神足祐太郎共著、扶桑社、2014年）
- 生きていく食事 神足裕司は甘いで目覚めた（神足明子共著、主婦の友社、2014年）

## 連載
現在はリハビリ療養中のため、雑誌への連載コラム等は無し。
2018年1月現在、一部のニュースサイトにおいてコラム連載枠を持つ。
- 恨ミシュラン（週刊朝日）西原理恵子との共著
- 神足裕司のこれは事件だ (SPA!)
- SCENE2011（週刊アスキー）
- Yahoo! JAPANの「月刊チャージャー」にコラムを掲載（2006年5月 - 「市場には心がある」、2006年11月 - 「頭隠してロングテール」）。
- コータリンは要介護（2016年4月4日[11] - 、朝日新聞デジタル）当初は毎週月曜掲載。2018年4月8日から毎週日曜掲載。2019年3月31日をもって紙面への連載は終了、デジタル版での不定期掲載に。
- お元気ですか？神足裕司です（2016年4月15日[12] - 、RCC健康・医療 健康コラム）
- 神足裕司 車椅子からのVRコラム（2017年5月24日 - 、PANORA VR、隔週水曜にアップ）

## 出演番組
現在はリハビリ療養中のため、レギュラーでの出演番組は無し。

### 過去に出演の番組
- 金曜プラザ（NHK、1994年）
- Eタウン（RCCテレビ）（2000年10月 - 2015年3月）

病気発症以降、代役講師の出演で番組は継続。2012年4月からは『名誉顧問』の肩書きで、番組メンバーとして名を連ねた。2013年1月12日（土）の放送では、神足自身がメールで近況や広島に対する想いを番組に寄せた。2015年4月に同番組が『E TOWN・SPORTS（イータウン・スポーツ）』にリニューアルされてからは神足の名前は無くなった。
- コータリン・アルファー（RCCラジオ、2002年10月 - 2009年3月22日）
- 週末情報局みたり聴いたりコータリン（1997年4月 - 2002年9月）
- BATTLE TALK RADIO アクセス（水曜担当）（TBSラジオ、1998年10月5日 - 2005年12月）
- BSマンガ夜話（NHK BS2 1996年 - 2009年）『天才バカボン』の特集の回にゲストで出演
- 謎を解け!まさかのミステリー（3賢人として）（日本テレビ、2003年10月17日 - 2006年3月10日）
- 打姫オバカミーコ（2006年、MONDO21）
- 麻雀BATTLE ROYAL 2007 (MONDO21)
- 東京六大学麻雀リーグ戦（MONDO21）
- 神足裕司のエネルギー最前線 ミライレポート（RCCラジオ、2009年10月3日 - 2012年3月）
- 情報ライブ ミヤネ屋（読売テレビ）
- 小島慶子 キラ☆キラ（火曜日パートナー）（TBSラジオ、2009年3月31日 - 2011年8月30日（2011年9月6日から番組の放送終了まで、堀井憲一郎が神足の代役を務めた。）
- Wanted!!（TBSラジオ）水曜日（2012年10月 - 12月）

えのきどいちろうがパーソナリティを務めていた、2012年のプロ野球シーズンオフに放映していた番組内で、水曜日に「コータリさんからの手紙」というコーナーで、神足が書いた手紙が毎週紹介されていた。